# Unité urbaine de Plougasnou
 (octobre 2018).
L'Unité urbaine de Plougasnou est une unité urbaine française de Bretagne, située dans le Finistère.

## Données générales
En 2010, selon l'INSEE, l'unité urbaine de Plougasnou est composée de deux communes  .
En 2015, elle était peuplée de 3 635 habitants et avait une densité de 67,6 hab./km².

## Composition selon la délimitation de 2010
| Nom                 | Code Insee | Statut | Superficie (km2) | Population (dernière pop. légale) | Densité (hab./km2) |
| ------------------- | ---------- | ------ | ---------------- | --------------------------------- | ------------------ |
| Plougasnou (siège)  | 29188      |        | 33,94            | 3 035 (2022)                      | 89                 |
| Saint-Jean-du-Doigt | 29251      |        | 19,81            | 683 (2022)                        | 34                 |

## Sources
1. ↑  Composition communale de l'unité urbaine de Plougasnou